# ياسمين الحواري
ياسمين الحواري هي ملكة جمال سوريا لعالم 2019. ولدت في حمص في سوريا وانتقلت للعيش في مصر، والدها سوري وأمها مصرية، شاركت في مسابقة ملكة جمال سوريا ومن بعدها ملكة جمال العرب، حصلت على لقب ملكة جمال سوريا لعام 2019. ووصيفة ملكة جمال العرب 2019.
حصلت ياسمين على درجة البكالوريوس في علم النفس من جامعة عين شمس.